# Slankmånspindel
Slankmånspindel (Scotina gracilipes) är en spindelart som först beskrevs av John Blackwall 1859.  Slankmånspindel ingår i släktet Scotina och familjen månspindlar. Arten är reproducerande i Sverige. Inga underarter finns listade i Catalogue of Life.